# Nadir Çiftçi
Nadir Çiftçi (Elazığ, Turquía, 12 de febrero de 1992) es un futbolista turco. Juega de delantero y su equipo es el İnegölspor de la TFF Segunda División.

## Clubes
| Club                           | País         | Año       |
| ------------------------------ | ------------ | --------- |
| Portsmouth F. C.               | Inglaterra   | 2010-2011 |
| Kayserispor                    | Turquía      | 2011-2012 |
| NAC Breda                      | Países Bajos | 2012-2013 |
| Dundee United F. C.            | Escocia      | 2013-2015 |
| Celtic F. C.                   | Escocia      | 2015-2018 |
| Eskişehirspor (cedido)         | Turquía      | 2016      |
| Pogoń Szczecin (cedido)        | Polonia      | 2017      |
| Plymouth Argyle F. C. (cedido) | Inglaterra   | 2017-2018 |
| Motherwell F. C. (cedido)      | Escocia      | 2018      |
| Gençlerbirliği S. K.           | Turquía      | 2018-2020 |
| Çaykur Rizespor                | Turquía      | 2020      |
| Samsunspor                     | Turquía      | 2020-2021 |
| Ankaragücü                     | Turquía      | 2021      |
| St. Johnstone F. C.            | Escocia      | 2022      |
| Makedonikos F. C.              | Grecia       | 2022-2023 |
| İskenderunspor                 | Turquía      | 2023      |
| Karaman F. K.                  | Turquía      | 2023-2024 |
| İnegölspor                     | Turquía      | 2024-     |

## Palmarés

### Títulos nacionales
| Título               | Club         | País    | Año     |
| -------------------- | ------------ | ------- | ------- |
| Scottish Premiership | Celtic F. C. | Escocia | 2015-16 |